# Ламочка
Ла́мочка — река в России, протекает по Сосновскому району Тамбовской области. Левый приток реки Челновая. Длина реки составляет 25 км (с рекой Бык — 32 км). Площадь водосборного бассейна — 343 км².

## География
Река Ламочка берёт начало у деревни Веселкино слиянием рек Бык (правая составляющая) и Ламка (левая составляющая). Течёт на юг по открытой местности. Устье реки находится у сёл Правые Ламки и Третьи Левые Ламки в 35 км по левому берегу реки Челновая. Высота устья — 112,4 м над уровнем моря.
Притоки Ламочки: реки Бык, Ольшанка (правые); Ламка, Берёзовая (левые).

## Данные водного реестра
По данным государственного водного реестра России относится к Окскому бассейновому округу, водохозяйственный участок реки — Цна от города Тамбов и до устья, речной подбассейн реки — Мокша. Речной бассейн реки — Ока.
Код объекта в государственном водном реестре — 09010200312110000029041.